# Wyrębin
Wyrębin – wieś w Polsce położona w województwie wielkopolskim, w powiecie krotoszyńskim, w gminie Koźmin Wielkopolski.
W latach 1975–1998 miejscowość administracyjnie należała do województwa kaliskiego.

## Historia wsi
Początki osadnictwa na terenie Wyrębina sięgają połowy XVII wieku. Wieś natomiast powstała w wyniku regulacji przy podziale klucza Borzęciczki. Na mocy recesu z dnia 12 marca 1840 roku otrzymało wolność 13 gospodarzy z Borzęciczek, 5 z Dębówca, 2 z Bułakowa i 1 z Kaczejgórki. Wszyscy oni zostali przesiedleni do Wyrębina. Tu otrzymali Ziemię i mogli się osiedlić oraz pobudować nowe zagrody. W wyniku tego przesiedlenia powstała osada o nazwie Wielki Wyrębin i Mały Wyrębin (dziś występuje nieco inny umowny podział na Wyrębin I, Wyrębin II i Wyrębin III). Tereny gdzie dziś rozciąga się Wyrębin przez długi okres były zalesione. Zachowane wzmianki historyczne donoszą o pozyskiwaniu na tym terenie drewna dębowego i modrzewiowego. Jeszcze w XVIII wieku tereny te były lasami, - intensywne zamienianie lasów na tereny uprawne nastąpiło od połowy wieku XVIII. W końcu wieku XVIII i na początku XIX tereny te nazywano Ugorami.
W 1880 roku wieś ta obejmowała 176 ha i 26 gospodarstw, zamieszkiwało ją 195 osób, w tym 10 ewangelików. 

## We wsi znajdują się
Zamknięta obecnie Szkoła Podstawowa w Wyrębinie,
która oficjalnie rozpoczęła nauczanie w 1903 roku, aż do roku 1999.
Dom Kółka Rolniczego - świetlica wiejska, lasy, aleja kasztanowa tzw. "Kasztanki", kapliczka przydrożna oraz fermy zwierząt futerkowych - KOZFUR.